# Coltan

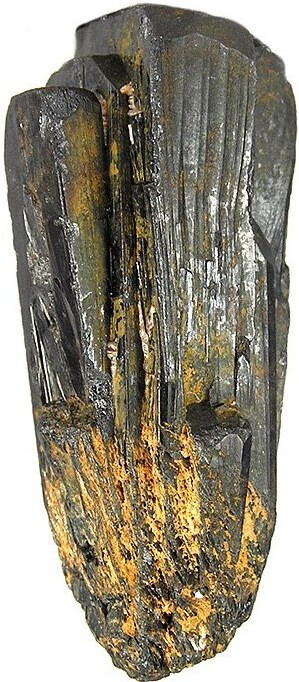
O bucată de columbit-tantalit, dimensiunile 6,0 × 2,5 × 2,1 cm

Coltanul (prescurtare de la columbite-tantalite) este un minereu metalic de culoare neagră mată din care sunt extrase elementele niobiu și tantal. Mineralul dominat de niobiu din coltan este columbita (după numele american inițial al niobiului columbium), iar mineralul dominat de tantal este tantalita.
Tantalul din coltan este folosit pentru fabricarea condensatoarelor de tantal care sunt utilizate pentru producerea de telefoane mobile, computere, electronice auto și camere. Exploatarea coltanului se practică pe larg în Republica Democratică Congo.

## Producție
Aproximativ 71% din oferta globală de tantal în 2008 a fost extrasă recent, 20% provenea din reciclare, iar restul provenea din zgură de staniu și din stocuri. Mineralele de tantal se extrag în Republica Democratică Congo, Columbia, Rwanda, Australia, Brazilia, China, Etiopia și Mozambic. Tantalul este produs și în Thailanda și Malaysia ca produs secundar al topirii staniului. Potențiale mine viitoare, în ordinea descrescătoare a mărimii, sunt explorate în Egipt, Groenlanda, China, Australia, Finlanda, Canada, Nigeria și Brazilia.

## Utilizare
Coltanul este folosit mai ales pentru producerea de condensatoare cu tantal, utilizate în telefoanele mobile și aproape orice fel de dispozitiv electronic. Niobiul și tantalul au o gamă largă de utilizări, inclusiv lentile de refracție pentru ochelari, aparate foto, telefoane și imprimante. Ele sunt folosite și în circuite semiconductoare și condensatoarele pentru dispozitive electronice mici, cum ar fi aparatele auditive, stimulatoarele cardiace și playerele MP3, precum și în hard disk-urile computerelor, electronicele auto și filtrele de unde acustice de suprafață (SAW) pentru telefoane mobile.
Coltanul este folosit și pentru aliajele de temperatură înaltă pentru motoare cu reacție, turbine eoliene aeropurtate și cele terestre. Mai recent, la sfârșitul anilor 2000, superaliajele nichel-tantal utilizate în motoarele cu reacție reprezentau 15% din consumul de tantal.

### Blestemul resurselor
Se consideră că unele țări bogate în resurse naturale suferă de „blestemul resurselor” aparent paradoxal – având o dezvoltare economică mai proastă decât țările cu mai puține resurse. Bogăția de resurse poate fi legată și de „... probabilitatea unei dezvoltări democratice slabe, corupție și război civil”. Nivelurile ridicate de corupție duc la o mare instabilitate politică, deoarece oricine controlează activele (de obicei liderii politici și guvernul, în cazul Republicii Democratice Congo) le poate folosi în propriul beneficiu. Resursele generează bogăție, pe care liderii o folosesc ca să rămână la putere „... fie prin mijloace legale, fie prin mijloace coercitive (ex. finanțarea milițiilor)”. Creșterea importanței coltanului în electronică „a avut loc pe măsură ce liderii militari și armatele din estul Congo-ului au transformat operațiunile miniere artizanale. ... în întreprinderi cu muncă forțată ca să câștige valută forte pentru a-și finanța milițiile”, conform unui studiu antropologic din 2008. Când, în anii 1990, o mare parte din estul Congo a căzut sub controlul forțelor rwandeze, Rwanda a devenit brusc un exportator major de coltan, beneficiind de slăbiciunea guvernului congolez. Prețul în creștere „a adus până la 20 de milioane de dolari pe lună grupurilor rebele” și altor facțiuni care comercializează coltanul extras în nord-estul Congo-ului, potrivit unui raport al ONU.

## Legături externe
- Irina-Maria Manea - Aurul negru din Congo sau cum este susținută industria electronică prin conflicte sângeroase historia.ro